# Lavoncourt
Lavoncourt település Franciaországban, Haute-Saône megyében. Lakosainak száma 332 fő (2022. január 1.). Lavoncourt Theuley, Brotte-lès-Ray, Mont-Saint-Léger, Renaucourt, Tincey-et-Pontrebeau, Volon és Membrey községekkel határos.

## Népesség
A település népességének változása:
| Lakosok száma | 352  | 327  | 318  | 309  | 302  | 311  | 318  | 325  | 332  |
|               | 2013 | 2015 | 2016 | 2017 | 2018 | 2019 | 2020 | 2021 | 2022 |